# Брусилов, Георгий Львович
Гео́ргий Льво́вич Бруси́лов (19 мая 1884 — 1914 или позже) — российский исследователь Арктики, лейтенант флота. Участник русско-японской войны (1904—1905), участник гидрографической экспедиции Северного Ледовитого океана (1910—1911). В 1912 году организовал и возглавил собственную полярную экспедицию на шхуне «Святая Анна», осенью 1912 года судно было зажато льдами в Карском море и начало дрейфовать в северном направлении. Судьба Брусилова после апреля 1914 года неизвестна.

## Биография
Георгий (в семье его называли Юрием) родился в городе Николаеве в семье офицера (впоследствии вице-адмирала) Льва Алексеевича Брусилова (1857—1909). Родной дядя Георгия (старший брат отца) — известный генерал Алексей Алексеевич Брусилов (1853—1926).
Юнкер флота с 1900 года. В 1903 году держал экзамен в Морском кадетском корпусе (81-й по списку). Произведен в мичманы 21 февраля 1905 года.
В 1904—1905 годах участвовал в военно-морских операциях против японцев, служил сперва на миноносце, затем на крейсере «Богатырь».
В 1910—1911 годах участвовал в Гидрографической экспедиции Северного Ледовитого океана на ледоколах «Таймыр» и «Вайгач», занимался картографированием берегов Чукотки.

### Экспедиция 1912—1914

Карта района экспедиции лейтенанта Брусилова в 1912—1914 гг. из книги В. И. Альбанова «На юг к Земле Франца Иосифа!» — Петроград, 1917 год.

Полярные экспедиции Фритьофа Нансена, Роберта Пири, Руаля Амундсена и Роберта Скотта вызвали в России большой общественный интерес. В этой атмосфере Брусилов (так же, как Георгий Седов и Владимир Русанов) решил предпринять собственную арктическую экспедицию с целью прохода Северным морским путём.

Шхуна «Святая Анна» в Санкт-Петербурге перед началом экспедиции (река Нева, возле Николаевского (ныне Благовещенского) моста)

В 1912 году Брусилов получил на службе отпуск и организовал своих ближайших родственников в акционерное зверобойное общество, предполагавшее извлечь прибыль из попутного зверопромысла в арктических широтах. Основными акционерами общества были дядя Георгия Львовича, землевладелец Борис Алексеевич Брусилов (1855—1918), и его жена графиня Анна Николаевна Брусилова (урождённая Рено, ум. 1916).
Георгий Брусилов приобрёл в Великобритании парусно-паровую шхуну «Бленкатра». Судно было переименовано в честь основного инвестора экспедиции, Анны Николаевны Брусиловой, выделившей 90 тысяч рублей.
Под новым именем «Святая Анна» шхуна покинула Санкт-Петербург 28 июля (10 августа) 1912 года.
В Александровске-на-Мурмане (ныне Полярный) часть экипажа, включая врача, штурмана и нескольких матросов, отказалась от дальнейшего плавания. На роль медика экспедиции по собственной инициативе вызвалась плывшая на шхуне в качестве пассажира в Архангельск Ерминия Александровна Жданко, племянница начальника Главного гидрографического управления генерал-лейтенанта М. Е. Жданко, имевшая квалификацию сестры милосердия. Единственным штурманом экспедиции остался Валериан Альбанов. Кроме Брусилова и Альбанова, в экипаже оказалось всего пять профессиональных моряков.
28 августа (10 сентября) 1912 года шхуна отправилась в дальнейший путь, имея запас продовольствия на 18 месяцев. Дополнительное снабжение предполагалось добывать охотой. 4 (17) сентября 1912 года шхуна прошла в Карское море, но уже на следующий день проход во льдах, по которому они шли, оказался закрыт. Шхуна с переменным успехом пробивалась во льдах от полыньи к полынье, но уже 27 сентября (10 октября) 1912 года стал последним днём, когда она двигалась самостоятельно. Шхуна оказалась зажатой льдами у западного побережья Ямала на широте 71°45', и под сильным южным ветром начался дрейф ледового поля с вмёрзшим судном; вместо намеченного курса на восток, судно начало продвигаться в северном и северо-западном направлении.
К лету 1913 года «Святую Анну» вынесло севернее Новой Земли. Попытки пропилить в ледяном поле канал до ближайшей полыньи оказались неудачными, и судну пришлось готовиться ко второй зимовке. К началу 1914 года шхуну вынесло уже севернее Земли Франца-Иосифа. Несмотря на удачную охоту во время первого года плавания, стала ощущаться нехватка многих продуктов и топлива, ожидался голод.
82°55,50′ с. ш. 60°45′ в. д.
10 (23) апреля 1914 года штурман Альбанов покинул шхуну вместе с частью экипажа, чтобы пешком достичь обитаемой земли. Поскольку план экспедиции Брусилова не предполагал пеших походов, всё оборудование и снаряжение пешей группы — сани, байдарки, меховая одежда — было самодельным, изготовленным людьми, не имевшими опыта полярных переходов, в кустарных условиях на борту «Святой Анны». Питание состояло в основном из сухарей и не соответствовало уровню физической нагрузки.
Альбанов планировал добраться до архипелага Земля Франца-Иосифа и там дождаться проходящего судна. Предстояло преодолеть около 160 километров. Проводимые им по пути астрономические наблюдения неожиданно показали, что полярников вместе со льдом быстро уносит в сторону от цели. Это было ранее неизвестное Восточно-Шпицбергенское течение.
В результате дрейфа льдов, с момента оставления «Святой Анны» полярники прошли более четырёхсот километров за почти три месяца. На протяжении перехода почти все они погибли.
20 июля шхуна «Святой Фока» (экспедиции Седова), под командованием Н. М. Сахарова, спасла Альбанова и матроса А. Конрада — единственных выживших участников экспедиции Брусилова.
Альбанов имел при себе письма членов экспедиции их родственникам (в том числе от Г. Брусилова и Е. Жданко), но ни одного из них так и не передал адресатам, хотя от личных встреч с ними не уклонялся. Конрад, наоборот, избегал их, а однажды, согласившись на подобную встречу, предварительно сильно напился.

## Поиски экспедиции Брусилова

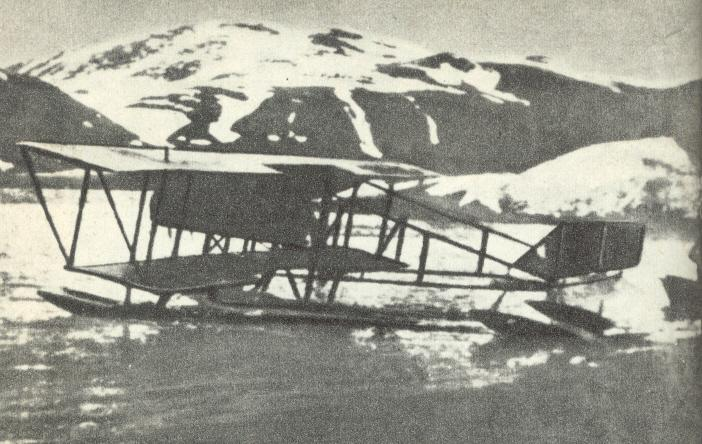
Гидросамолет Нагурского Farman MF.11 в бухте Крестовая губа на Новой Земле

К 1914 году сразу три русские арктические экспедиции — Г. Л. Брусилова, Г. Я. Седова и В. А. Русанова — считались пропавшими без вести. 18 января 1914 года Совет министров дал указание морскому министерству предпринять их поиски. Главным гидрографическим управлением было организовано несколько поисковых экспедиций.
В западной спасательной экспедиции под руководством капитана 1-го ранга Исхака Ислямова участвовали четыре судна: барк «Эклипс», пароход «Печора», паровые шхуны «Герта» и «Андромеда». «Эклипс» под командованием Свердрупа должен был пройти на восток Северо-Восточным проходом, а остальные суда — осмотреть район Новой Земли и Земли Франца-Иосифа.
Для поисков впервые в мировой истории использовалась полярная авиация: лётчик Ян Нагурский на гидросамолёте «Farman MF.11» исследовал с воздуха льды и побережье Новой Земли на протяжении около 1060 километров.
«Эклипсу», в свою очередь, потребовалась помощь во время зимовки 1914—1915 годов у северо-западного побережья полуострова Таймыр. Эвакуацию части моряков с «Эклипса» произвела сухопутная экспедиция на оленях под руководством Н. А. Бегичева. Освободившись от льдов, «Эклипс» достиг острова Уединения и осенью 1915 года поднял на нём российский флаг.
Шхуна «Герта» под командованием Ислямова на своём пути к острову Нортбрук разминулась с возвращавшимся в то же время в Архангельск «Святым Фокой» с Альбановым и Конрадом, но записка Альбанова, оставленная им на базе Джексона на мысе Флора, была обнаружена Ислямовым.
С восточной стороны поиск был поручен судам гидрографической экспедиции Северного Ледовитого океана под руководством капитана 2-го ранга Б. А. Вилькицкого. Восточная экспедиция также пыталась задействовать воздушную разведку, однако гидросамолёт «Генри-Фарман» лётчика Д. Н. Александрова потерпел аварию в первом же пробном полёте в бухте Эмма (Провидения) на Чукотке и далее не использовался.
В течение 1914—1915 годов экспедиционные ледокол-пароходы «Таймыр» и «Вайгач» (командир П. А. Новопашенный) преодолели весь Северо-Восточный проход от Владивостока до Архангельска, впервые сделав это в направлении с востока на запад.
В течение двух лет поисков не удалось обнаружить следов «Святой Анны». В сентябре 1915 года все спасательные экспедиции вернулись в Архангельск, поиски были прекращены.
В 1919 году Альбанов пытался убедить Верховного правителя России адмирала А. В. Колчака — участника экспедиции Э. В. Толля — организовать новую поисковую экспедицию, но не преуспел в этом и вскоре сам погиб при не до конца выясненных обстоятельствах.
В 2010 году под руководством директора национального парка «Онежское Поморье» Олега Продана была организована первая за долгий срок поисковая экспедиция, в ходе которой на острове Земля Георга (Земля Франца-Иосифа) были найдены человеческие останки и предметы, предположительно принадлежащие пропавшей береговой партии группы Альбанова. Среди них были: карманные часы, ложка с инициалами «П. С.» (возможно, принадлежавшая матросу Павлу Смиренникову — в таком случае останки, вероятно, тоже его), самодельные тёмные очки из бутылочных стёкол, три винтовочных патрона 1910—1911 годов выпуска и т. д. Многие из найденных вещей упоминаются в дневнике Альбанова.
В 2016 году Олег Продан организовал новую поисковую экспедицию. В первый же день экспедиции, 18 апреля 2016 года, один из трёх вертолётов, перевозивший исследователей, разбился при посадке на о. Белый. Все находившиеся на борту люди, включая О.Продана, погибли в катастрофе.

## Научные результаты экспедиции
Доставленные Альбановым материалы экспедиции Брусилова позволили систематизировать сведения о течениях, определить границы материковой отмели, выявить подводный жёлоб Святой Анны на границе между Карским и Баренцевым морями.
На основании наблюдений Альбанова во время пешего перехода выявлена закономерность дрейфа льдов в юго-западном направлении и открыто Восточно-Шпицбергенское течение.
Группа Альбанова независимо от Умберто Каньи обнаружила мифичность Земли Петермана и Земли Оскара. Для навигации Альбанов располагал только устаревшей картой Юлиуса Пайера 1874 года, приведённой в книге Нансена, где эти острова ещё были обозначены.

## Память
Первый маяк на мысе Дежнёва носил его имя — «Знак Брусилова».
Именем Брусилова также названы горы в Антарктиде (в горах Принс-Чарльз; нанесены на карту в 1962 году) и ледовый купол на острове Земля Георга (архипелаг Франца-Иосифа); назван в 1953—1955 гг.. Также в честь Г. Л. Брусилова названы нунатаки Брусилова (Антарктида, горы Принс-Чарльз; обследованы в 1972—1973 гг.).

## В художественной литературе
- Часть истории экспедиции была использована Вениамином Кавериным в романе «Два капитана»:
  - Георгий Львович Брусилов является одним из прототипов Ивана Львовича Татаринова;
  - штурман Валериан Альбанов — прототип штурмана Ивана Климова;
  - шхуна «Святая Анна» — прототип шхуны «Святая Мария».
- Роман швейцарского исследователя и писателя Рене Гузи (фр. Rene Gouzy) «В полярных льдах», изданный в 1928 году в Ленинграде издательством «Вокруг света», описывает дрейф во льдах парусной шхуны «Эльвира» от лица медсестры Ивонны Шарпантье. В романе в форме дневника рассказывается об уходе части экипажа во главе со штурманом и о смерти оставшихся от голода и болезней. Издание романа сопровождалось литературной мистификацией: якобы Шарпантье перед смертью упаковала свой дневник в плавучий мешок, найденный затем китобоями[2]. Гузи разоблачил собственную мистификацию в 1931 году.
- Своеобразная версия судьбы исследователя изложена в романе Николая Шпанова «Лед и фраки» («Земля Недоступности»).
- В медиафраншизе Dead Space один из космических кораблей ВССК, названия которых происходят от имён погибших исследователей Арктики и Антарктики, имеет название CMS «Брусилов».[15]